# Liste der Biografien/Gim
Liste der Biografien |
Portal Biografien |
Personensuche
# |
A |
B |
C |
D |
E |
F |
G |
H |
I |
J |
K |
L |
M |
N |
O |
P |
Q |
R |
S |
T |
U |
V |
W |
X |
Y |
Z |
?
 
Ga |
Gb |
Gc |
Gd |
Ge |
Gf |
Gh |
Gi |
Gj |
Gk |
Gl |
Gm |
Gn |
Go |
Gp |
Gq |
Gr |
Gs |
Gu |
Gv |
Gw |
Gy |
Gz
 
Gia |
Gib |
Gic |
Gid |
Gie |
Gif |
Gig |
Gih |
Gij |
Gik |
Gil |
Gim |
Gin |
Gio |
Gip |
Gir |
Gis |
Git |
Giu |
Giv |
Giw |
Giy |
Giz
Die Liste der Biografien führt alle Personen auf, die in der deutschsprachigen Wikipedia einen Artikel haben. Dieses ist eine Teilliste mit 117 Einträgen von Personen, deren Namen mit den Buchstaben „Gim“ beginnt.

## Gim
- Gim (* 1981), deutsche Sängerin
- Gim, So-hui (* 1996), südkoreanische Skirennläuferin

### Gima
- Gima, Makoto (1896–1989), japanischer Großmeister des Karate
- Gimajew, Irek Faritowitsch (* 1957), sowjetischer Eishockeyspieler
- Gimajew, Sergei Nailjewitsch (1955–2017), russischer Eishockeyspieler, -trainer und Sportjournalist
- Gimajew, Sergei Sergejewitsch (* 1984), russischer Eishockeyspieler

### Gimb
- Gimbatow, Gassan Abdulchamidowitsch (* 1993), russischer Boxer
- Gimbel, Adalbert (1898–1973), deutscher Politiker (NSDAP), MdR
- Gimbel, Elise Katharina (1873–1953), deutsche Politikerin (KPD), Abgeordnete des Provinziallandtages der Provinz Hessen-Nassau
- Gimbel, Harrison (* 1990), US-amerikanischer Pokerspieler
- Gimbel, John (1922–1992), US-amerikanischer Historiker und Hochschullehrer
- Gimbel, Norman (1927–2018), US-amerikanischer Liedtexter
- Gimbel, Peter (1927–1987), amerikanischer Taucher, Filmregisseur für Dokumentarfilme sowie Unterwasser-Fotograf
- Gimbel, Roger (1925–2011), US-amerikanischer Fernsehproduzent
- Gimbel, Thomas (* 1966), deutscher Schauspieler und Theaterregisseur
- Gimber, Benedikt (* 1997), deutscher Fußballspieler
- Gimbernard, Jacinto (1931–2017), dominikanischer Geiger und Schriftsteller
- Gimbert Acosta, Vanesa (* 1980), spanische Fußballspielerin
- Gimborn, Carl von (1885–1974), deutscher Fabrikant
- Gimborn, Heinrich von (1830–1893), deutscher Apotheker und Unternehmer
- Gimborn, Theodor von (1840–1916), deutscher Ingenieur und Industrieller
- Gimbrère, Jasmijn (* 2001), niederländische Tennisspielerin
- Gimbrone, Michael A. (* 1943), US-amerikanischer Biologe und Mediziner
- Gimbutas, Marija (1921–1994), litauische ArchäologinMarija Gimbutas (1921–1994)

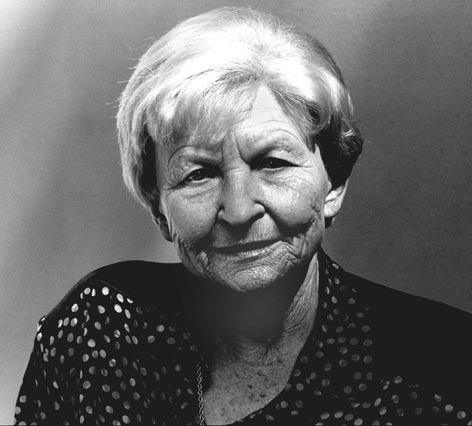
Marija Gimbutas (1921–1994)

- Gimby, Bobby (1918–1998), kanadischer Bandleader, Trompeter und Songwriter

### Gime
- Gimel, Georges (1898–1962), französischer Maler, Graphiker und Bildhauer
- Gimelstob, Justin (* 1977), US-amerikanischer Tennisspieler
- Giménez Bartlett, Alicia (* 1951), katalanisch-spanische Schriftstellerin
- Giménez Cacho, Daniel (* 1961), mexikanischer Schauspieler
- Giménez Carreras, David (* 1964), spanischer Dirigent
- Giménez i Atenelle, Albert (* 1937), katalanischer Pianist und Musikpädagoge
- Giménez Malla, Ceferino (1861–1936), spanischer Märtyrer, Seliger
- Giménez Medina, Catalino Claudio (* 1940), paraguayischer Geistlicher, Bischof von Caacupé
- Giménez Noble, Javier (* 1953), argentinischer Komponist
- Giménez Valls, Salvador (* 1948), spanischer römisch-katholischer Geistlicher, Bischof von Lleida
- Giménez y Bellido, Gerónimo (1854–1923), spanischer Violinist und Komponist
- Giménez, Antonio (* 1931), argentinischer Radrennfahrer
- Giménez, Bruno (* 1991), uruguayischer Fußballspieler
- Giménez, Carlos (* 1941), spanischer Comiczeichner
- Giménez, Carlos (* 1972), paraguayischer Politiker, Landwirtschaftsminister von Paraguay
- Giménez, Carlos A. (* 1954), kubanoamerikanischer Politiker der Republikanischen Partei
- Giménez, Christian (* 1974), argentinischer FußballspielerChristian Giménez (* 1974)

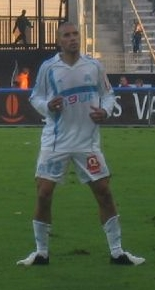
Christian Giménez (* 1974)

- Giménez, Christian (* 1981), argentinischer Fußballspieler
- Giménez, Daniel (* 1977), argentinischer Fußballspieler
- Giménez, Edison (* 1981), paraguayischer Fußballspieler
- Giménez, Estela (* 1979), spanische rhythmische Sportgymnastin
- Giménez, Gildas (* 2007), spanischer Basketballspieler
- Giménez, Henry (* 1986), uruguayischer Fußballspieler
- Giménez, Herminio (1905–1991), paraguayischer Komponist
- Giménez, José María (* 1995), uruguayischer Fußballspieler
- Giménez, Juan (1943–2020), argentinischer Comiczeichner
- Giménez, Juanjo (* 1963), spanischer Filmproduzent
- Giménez, Julio César (* 1954), uruguayischer Fußballspieler
- Gimenez, Landon (* 2003), US-amerikanischer Schauspieler
- Gimenez, Luciana (* 1969), brasilianisches Fotomodell und TV-Moderatorin
- Gimenez, Martha E. (* 1938), US-amerikanische marxistische Soziologin
- Giménez, Raúl (* 1950), argentinischer Opernsänger (Tenor)
- Giménez, Santiago (* 2001), mexikanischer FußballspielerSantiago Giménez (* 2001)

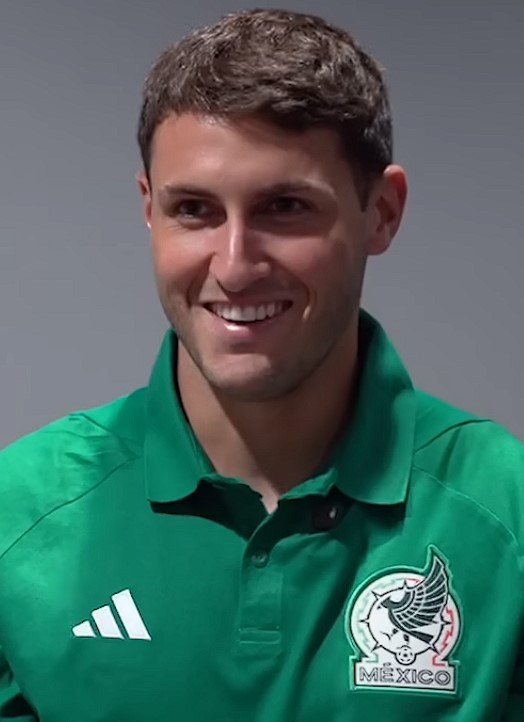
Santiago Giménez (* 2001)

- Gimenez, Sara (* 1996), paraguayische Tennisspielerin
- Giménez, Susana (* 1944), argentinische Schauspielerin und Moderatorin
- Gimeno Blas, Sergio (* 1972), spanischer Biathlet und Skilangläufer
- Gimeno Casalduero, Joaquín (1931–2014), spanisch-US-amerikanischer Romanist, Hispanist, Mediävist und Historiker
- Gimeno Lahoz, Joaquín (* 1948), spanischer Geistlicher und emeritierter römisch-katholischer Bischof von Comodoro Rivadavia
- Gimeno Traver, Daniel (* 1985), spanischer Tennisspieler
- Gimeno Valero, Carlos (* 2001), spanischer Tennisspieler
- Gimeno y Cabañas, Amalio (1852–1936), spanischer Arzt, Wissenschaftler und Politiker
- Gimeno, Alex, US-amerikanischer Musiker und Diskjockey
- Gimeno, Andrés (1937–2019), spanischer TennisspielerAndrés Gimeno (1937–2019)
- Gimeno, Antonio, Filmeditor

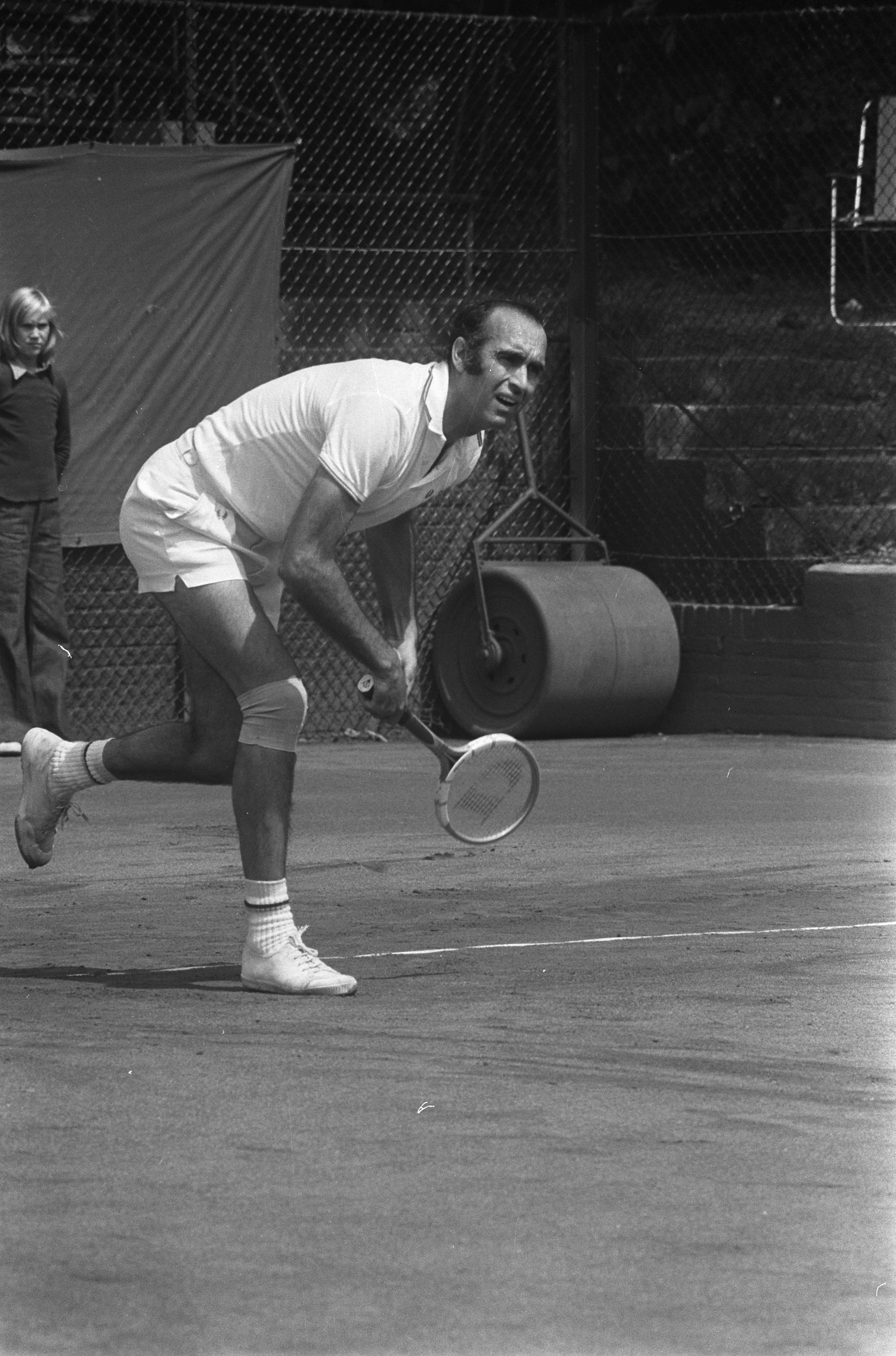
Andrés Gimeno (1937–2019)

- Gimeno, Gustavo (* 1976), spanischer Schlagzeuger und Dirigent
- Gimeno, Juan (1913–1998), spanischer Radrennfahrer
- Gimeno, Rodrigo (* 1979), spanischer Fußballspieler
- Gimes, Miklós (1917–1958), ungarischer Journalist und kommunistischer Politiker
- Gimes, Miklós (* 1950), Schweizer Zeitungsjournalist und Dokumentarfilmer

### Gimf
- Gimferrer, Pere (* 1945), katalanischer Schriftsteller, Lyriker, Essayist und Übersetzer

### Gimi
- Gimignani, Giacinto († 1681), Maler des Hochbarocks
- Gimingham, Charles Henry (1923–2018), britischer Botaniker

### Giml
- Gimle, Trude (* 1974), norwegische Skirennläuferin

### Gimm
- Gimm, Martin (* 1930), deutscher Sinologe
- Gimm, Werner (1917–1977), deutscher Ingenieur für Geotechnik
- Gimma (* 1980), Schweizer Rapper
- Gimmel, Paul (1889–1960), deutscher Kletterer und Bergsteiger
- Gimmelli, Roberto (* 1982), italienischer Fußballspieler
- Gimmelsberger, Erwin (1923–2003), österreichischer Lyriker, Prosaist, Journalist
- Gimmerthal, Armin (1858–1941), deutscher Schriftsteller
- Gimmerthal, August (1773–1840), deutscher Pädagoge und Zeitungsredakteur
- Gimmerthal, Benjamin Christoph (1769–1837), deutscher evangelischer Geistlicher
- Gimmi, Karl (* 1870), deutscher Bildhauer
- Gimmi, Kurt (1936–2003), Schweizer Radrennfahrer
- Gimmi, Wilhelm (1886–1965), Schweizer Maler, Lithograf und Designer
- Gimmler, Laura (* 1993), deutsche Skilangläuferin
- Gimmler, Sophie (* 1996), deutsche Hammerwerferin
- Gimmler, Thorsten (* 1966), deutscher Autor von Brett- und Kartenspielen
- Gimmler, Wilhelm (1890–1963), deutscher Generalleutnant

### Gimn
- Gimnig, Oskar (1857–1920), deutscher Burgschauspieler

### Gimo
- Gimondi, Felice (1942–2019), italienischer RadrennfahrerFelice Gimondi (1942–2019)

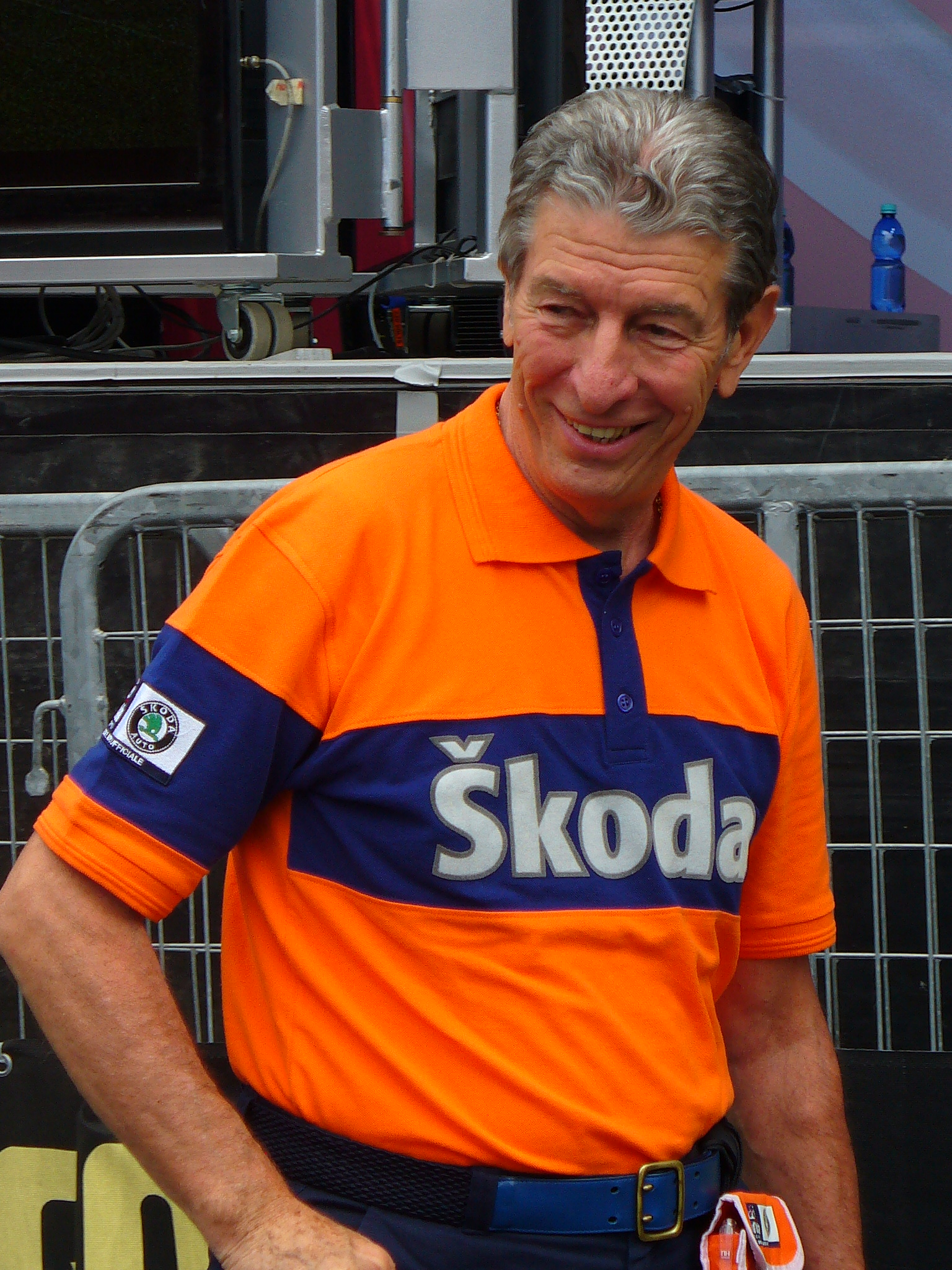
Felice Gimondi (1942–2019)

### Gimp
- Gimpel, Bronisław (1911–1979), polnisch-amerikanischer Violinist und Hochschullehrer
- Gimpel, Bruno (1886–1943), deutscher expressionistischer Maler
- Gimpel, Erica (* 1964), US-amerikanische Schauspielerin
- Gimpel, Erich (1910–2010), deutscher Spion in den USA
- Gimpel, Harald (* 1951), deutscher Kanute
- Gimpel, Henner, deutscher Wirtschaftsinformatiker und Hochschullehrer
- Gimpel, Jean (1918–1996), französischer Historiker
- Gimpel, René (1881–1945), französischer Kunsthändler
- Gimpera, Teresa (1936–2024), katalanische Schauspielerin und Model
- Gimpl, Georg (1887–1947), österreichischer katholischer Geistlicher und Politiker (CSP), Abgeordneter zum Nationalrat
- Gimpl, Johann Evangelius (1824–1899), katholischer Pfarrer und Politiker der Deutschen Zentrumspartei
- Gimpl, Stefan (* 1979), österreichischer Snowboarder
- Gimple, Max (* 1940), deutscher Jurist und Politiker (CSU)
- Gimple, Scott (* 1971), US-amerikanischer Comicautor, Drehbuchautor

### Gims
- Gims (* 1986), französischer RapperGims (* 1986)

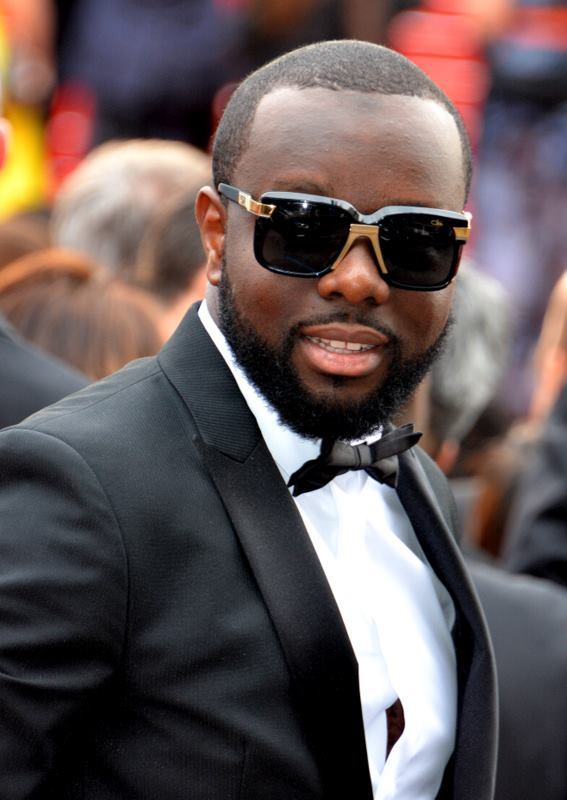
Gims (* 1986)

- Gimsa, Ulrike (* 1967), deutsche Biophysikerin und Hochschullehrerin
- Gimse, Guro Angell (* 1971), norwegische Politikerin
- Gimse, Håvard (* 1966), norwegischer Pianist
- Gimson, Alfred Charles (1917–1985), britischer Anglist und Hochschullehrer
- Gimson, John (* 1983), britischer Segler
- Gimsrang, Panwat (* 1995), thailändische Hammerwerferin